# Древнепермский язык
Древнепе́рмский язы́к — литературный язык христианских текстов XIV—XVII веков предков современных коми-зырян и коми-пермяков (до 1920-х гг. русские называли их пермяками, пермичами, пермянами).

## Общие сведения
Для записи древнепермского языка использовалось древнепермское письмо. Оно было создано проповедником и просветителем земли Пермской Стефаном Пермским в 1372 году в районе бассейна реки Вымь, притока Вычегды на основе кириллицы, греческого алфавита и древнепермских рунических символов (пасов).
Созданная Стефаном азбука была названа по первым двум буквам алфавита (ан и бур).

## История
Начало литературно-письменной традиции древнепермского языка связано с именем Стефана Пермского.

## Изучение
В настоящее время древнепермский язык в качестве отдельной дисциплины изучается в Пермском крае.

## Пример текста
Фрагмент надписи на иконе Троицы Зырянской (18:1, Бытие):
| Оригинальная надпись древнепермским письмом | 𐍡𐍔𐍥𐍮𐍱𐍛𐍜𐍩𐍥𐍙𐍡𐍙𐍹𐍔𐍐𐍣𐍠𐍐𐍜𐍛𐍣𐍜𐍐𐍜𐍑𐍠𐍙𐍢𐍣𐍟𐍣𐍓𐍩𐍠𐍯𐍝𐍟𐍣𐍚𐍯𐍥𐍛𐍣𐍡𐍯𐍛𐍣𐍩̈𐍘𐍩̈𐍡𐍮𐍩𐍘𐍯𐍝𐍤𐍞𐍜𐍛𐍩𐍝𐍡𐍯𐍛𐍩𐍝,𐍛𐍣𐍝𐍥𐍣𐍠𐍩.                            |
| То же, с разделением слов                   | 𐍡𐍔𐍥 𐍮𐍱𐍛𐍜𐍩𐍥𐍙𐍡 𐍙𐍔𐍝 𐍐𐍣𐍠𐍐𐍜𐍛𐍣 𐍜𐍐𐍜𐍑𐍠𐍙 𐍢𐍣𐍟𐍣 𐍓𐍩𐍠𐍯𐍝 𐍟𐍣𐍚𐍯𐍥𐍛𐍣 𐍡𐍯𐍛𐍣 𐍩̈𐍘𐍩̈𐍡 𐍮𐍩𐍘𐍯𐍝 𐍤𐍞𐍜𐍛𐍩𐍝 𐍡𐍯𐍛𐍩𐍝, 𐍛𐍣𐍝𐍥𐍣𐍠𐍩.              |
| Современной кириллицей коми                 | сэсь велмӧссис ен аврамлу мамбри тупу дорын пукысьлу сылу ӧдзӧс водзын чомлӧн сылӧн, луншурӧ.          |
| На церковнославянском                       | Ꙗ҆ви́сѧ же є҆мꙋ̀ бг҃ъ ᲂу҆ дꙋ́ба мамврі́йска, сѣдѧ́щꙋ є҆мꙋ̀ пред̾ две́рьми сѣ́ни своеѧ̀ въ полꙋ́дни.                    |
| На русском (синодальный перевод)            | И явился ему Господь у дубравы Мамре, когда он сидел при входе в шатер [свой], во время зноя дневного. |